# 佐々木一晋
佐々木 一晋（ささき いっしん、1977年- ）は、日本の建築学者。武蔵野美術大学准教授。
空間をかたちづくる様々な事物や現象を手がかりにして、理論と実践を往来しながら、現代の人々の暮らしや社会を支える空間とメディアの在り方について研究を進めている。フィールドワークやワークショップに基づく調査研究や実践的なプロジェクトに取り組み、日々の生活を支える空間と芸術文化の関係について考察を行い、地域文化に根ざすデザイン活動と社会を架橋するための方法論に関する研究に取り組んでいる。。

## 略歴
1977年埼玉県生まれ。
東京大学大学院工学系研究科建築学専攻博士前期課程修了
同大学院情報学環・学際情報学府コンテンツ創造科学産学連携教育プログラム。
同大学大学院工学系研究科建築学専攻博士後期課程単位取得満期退学。
2006年4月 - 2015年3月、慶應義塾大学 環境情報学部 非常勤講師。
2007年3月 - 2011年6月、神奈川大学 工学部建築学科 特別助手。
2011年 - 2020年、公立大学法人首都大学東京産業技術大学院大学助教。
2021年4月、武蔵野美術大学芸術文化学科准教授。

## 所属学会
- 日本地理学会[4]。
- 日本都市計画学会[4]
- 日本建築学会[4]